# Lac Kulul
Le lac Kulul est le point le plus bas de l'Érythrée. Il est situé dans la région de Semien-Keih-Bahri. Le lac Kulul fait partie de la Dépression de l'Afar.